# Peppino Impastato
Giuseppe Impastato, conegut com a Peppino Impastato, (Cinisi, 5 de gener de 1948 - Cinisi, 9 de maig de 1978) va ser un activista polític italià, que es va oposar a la màfia, que en va acabar ordenant el seu assassinat el 1978.

## Infantesa
Giuseppe "Peppino" Impastato va néixer a Cinisi, a la llavors província de Palerm, en una família de la màfia. El seu pare, Luigi Impastato, havia estat enviat a l'exili intern durant l'era feixista i era amic íntim del cap de la màfia, Gaetano Badalamenti. El cunyat del seu pare, Cesare Manzella, va ser un important cap de la màfia que va morir en un atemptat amb cotxe bomba el 1963. Essent adolescent, Peppino va trencar les relacions amb el seu pare -que el va expulsar de la casa- i va iniciar un sèrie d'activitats polítiques i culturals antimàfia.
Segons el seu germà menor, Giovanni Impastato, l'activitat antimàfia de Peppino podria haver estat desencadenada precisament pel brutal assassinat del seu oncle, Cesare Manzella, amb un cotxe bomba l'abril de 1963 quan Peppino tenia quinze anys. Les restes del seu oncle es trobaven enganxades en llimoners a centenars de metres del cràter on hi havia hagut el cotxe. Peppino va quedar traumatitzat. "És realment la màfia? Si això és la màfia, la lluitaré per la resta de la meva vida ..."

## Activitat política
El 1965, Peppino Impastato va fundar el butlletí L'idea socialista i es va unir al partit d'esquerres PSIUP (Partit Socialista Italià d'Unitat Proletària). Va tenir un paper destacat en les activitats dels nous moviments revolucionaris que van sorgir el 1968. Va liderar les lluites dels camperols de Cinisi, les terres de les quals havien estat expropiades per construir la tercera pista de l'aeroport de Punta Raisi a Palerm, així com les disputes que impliquen treballadors de la construcció i aturat. El 1975 crea Música i Cultura amb altres joves de Cinisi. El grup va organitzar debats, espectacles de cinema, teatre i música i va començar una emissora de ràdio autofinançada anomenada Radio Aut el 1976.
Peppino Impastato va usar l'humor i la sàtira com a arma contra la màfia. En el seu popular programa de ràdio diari Onda pazza (Ona boja), va burlar els polítics i mafiosos. Va exposar diàriament els crims i els tractes dels mafiosos a Mafiopoli (Cinisi) i les activitats de Tano Seduto (Tano Assegut), un pseudònim molt disfressat de Don Tano Badalamenti, el capo de la màfia de Cinisi. No obstant això, les autoritats locals consideraven Peppino Impastato i els seus amics com la veritable molèstia i "elements indesitjables", en contrast amb els homes "respectats" com Don Tano Badalamenti.
El germà de Peppino, Giovanni, va declarar davant la Comissió italiana antimàfia: "Semblava que Badalamenti era molt estimat pels carabinieri, ja que era tranquil, fiable i sempre li agradava conversar. Gairebé se sentia com si estigués fent-los un favor perquè no passava res. Cinisi, era un poble petit i tranquil. En tot cas, nosaltres érem els subversius que causàvem molèsties. Això era el que pensaven els carabinieri. Quan vaig tenir l'oportunitat de parlar amb un d'ells -cosa que no succeïa sovint perquè jo no hi confio- em vaig adonar que era una creença àmpliament sostinguda que Tano Badalamenti era un cavaller i nosaltres érem els que molestàvem". […] "Sovint solia veure-los caminant de bracet amb Tano Badalamenti i els seus sequaços. No pots tenir fe en les institucions quan veus el braç policial agafat al mafiós".
Peppino Impastato entenia clarament el perill que suposava per Tano Badalamenti, i Tano Badalamenti entenia clarament el perill de Peppino Impastato. Les denúncies de Peppino eren massa públiques i determinades per a la màfia perquè continuessin les seves incansables activitats. Pel que sembla, el seu pare va intentar protegir-lo però, malauradament, va ser assassinat en un accident de cotxe el 1977, que podria haver estat un assassinat premeditat. Pel que sembla, Badalamenti va esperar fins que el pare de Peppino fos mort per donar l'ordre de matar a Peppino.

## Assassinat
El 1978, Peppino Impastato es va presentar com a candidat a les eleccions del consell de Cinisi per a Democràcia Proletària. Va ser assassinat durant la campanya electoral del 8 al 9 de maig, per una càrrega de TNT situada sota la línia ferroviària local. El mateix dia, es va descobrir el cadàver de l'exprimer ministre demòcrata cristià Aldo Moro a la Via Caetani de Roma. Dos dies més tard, els votants de Cinisi el van nomenar regidor.
Inicialment, la premsa, la policia i els magistrats de la investigació van considerar que Peppino Impastato era un terrorista d'extrema esquerra que havia tractat de fer explotar una línia ferroviària, però que això li havia causat mort. Després del descobriment d'una carta d'uns mesos abans de la seva mort, les autoritats van començar a parlar sobre el suïcidi. Gràcies als esforços del seu germà Giovanni, la seva mare Felicia Bartolotta Impastato (que va trencar públicament les relacions amb els seus parents mafiosos), els seus companys activistes i el Centre de Documentació de Sicília (fundat a Palerm el 1977, i que el 1980 va adoptar el nom de Giuseppe Impastato), després d'una lluita de molts anys es va identificar la màfia com la responsable del delicte.
Després d'una declaració feta per un ex membre de la Màfia Cinisi, el pentito Salvatore Palazzolo que es va convertir en testimoni, i d'assenyalar Badalamenti com l'instigador de l'assassinat, la investigació es va reobrir oficialment el juny de 1996, i el novembre de l'any següent es va emetre una ordre d'arrest per a Badalamenti. El 1998 es va formar un comitè per la Comissió Antimàfia permanent del Parlament italià per investigar el cas 'Impastato'. El 6 de desembre de 2000 es va emetre un informe que va esbossar la responsabilitat dels funcionaris de l'Estat en el desencadenament de les investigacions. El 5 de març de 2001, el Tribunal d'Assís va declarar a Vito Palazzolo culpable d'assassinat, que inicialment el va condemnar a trenta anys, no obstant això, el Tribunal posteriorment va revocar la seva condemna. Gaetano Badalamenti va rebre una sentència perpètua l'11 d'abril de 2002.
La mare de Peppino, Felicia Bartolotta Impastato, va reaccionar a la condemna d'una manera molt digna: "Mai he tingut cap sentiment de venjança. Tot el que he fet ha estat demanar justícia per la mort del meu fill. He de confessar que, després de tants anys d'espera, havia perdut la fe; mai vaig pensar que arribariem a aquest punt. Ara sento una gran alegria i satisfacció. Sempre vaig saber què havia passat. Badalamenti solia fer cridar al meu marit Luigi per queixar-se de Peppino, i el meu marit li va suplicar que no matés al nen.".